# Dominik Čipera
Dominik Čipera (3. srpna 1893 Praha – 3. září 1963 Trenton, Kanada) byl československý politik, ministr veřejných prací, starosta Zlína, člen správní rady koncernu Baťa a. s., čestný občan města Zlína.

## Životopis

### Osobní životopis
Nejbližší spolupracovník Tomáše Bati, člen správní rady, ředitel, starosta Zlína, ministr Beranových a Eliášovy vlády se narodil v Praze 2 na Královských Vinohradech, v Kateřinské ulici číslo 496 v rodině profesora vinohradského gymnázia. Jako dítě navštěvoval školu u sv. Štěpána, c. k. českou reálku v Praze na Novém městě, později Českoslovanskou obchodní akademii v pražské Resslově ulici, kde patřil k nejlepším žákům. Po maturitě v roce 1911 nastoupil jako bankovní úředník v Krakově v tamější filiálce Pražské úvěrní banky, kde se seznámil s budoucí ženou Boženou Klausovou, nevlastní neteří Tomáše Bati. Svými schopnostmi se vypracoval až na místo vedoucího finanční účtárny ve lvovské filiálce banky.
Sňatek s Boženou Klausovou se konal v chrámu sv. Štěpána v Krakově a měl s ní dva syny.
Počátkem čtyřicátých let si nechal od arch. Vladimíra Karfíka postavit na zlínském Burešově vilu ve stylu anglického venkovského sídla. Ještě před svým odchodem z Československa manželé věnovali vilu Podpůrnému fondu firmy, od té doby je zde dětský domov. V roce 1939 zakoupil jako rodové sídlo zámek Býchory.

### Firma Baťa
V roce 1919, ještě před sňatkem, přivedla Čiperu do Zlína jeho nastávající manželka Božena. Protože byla nevlastní neteří Tomáše Bati, odjel Čipera do Zlína požádat jejího poručníka Tomáše Baťu o souhlas k sňatku. Baťa žádosti vyhověl a zároveň při delší národohospodářské debatě rozpoznal v Čiperovi vynikajícího odborníka v bankovnictví a řízení obchodu. Proto mu nabídl pracovní místo, které Čipera přijal a k 1. listopadu 1919 k firmě nastoupil na pozici vedoucího účtárny. Jeho pracovní nasazení, obchodní talent a znalosti mu pomohly k tomu, že společně s Tomášem Baťou vytvořili ve firmě Baťa decentralizovaný systém se samosprávou dílen a účastí zaměstnanců na zisku. V roce 1925 byl Čipera jmenován jediným prokuristou Tomáše Bati, čímž se stal druhým mužem po šéfovi. Při své práci využíval kontakty v Praze, neboť jeho bratr Prokop zastával vlivné postavení mocné Živnobanky. Jako mnozí další zaměstnanci firmy odjel i Čipera nasbírat pracovní zkušenosti do USA. Zde pochopil, že spokojený pracovník potřebuje k modernímu vybavení továren i moderní ubytování a tak začal podporovat výstavbu pro Zlín typických cihlových domů. Čipera pomáhal Tomáši Baťovi nejen při řízení závodů, ale i při budování Zlína jakožto průmyslového i zahradního města. Tomáš Baťa byl pro Čiperu ideálním šéfem a Čipera pro něj ideálním úředníkem.
Po tragické smrti Tomáše Bati 12. července 1932 se stal dle jeho závěti 100% majitelem firmy Jan Antonín Baťa. Čipera nadále vykonával funkci jednoho z hlavních ředitelů, spolu s Hugem Vavrečkou a později, po odchodu J. A. Bati do zahraničí, s Josefem Hlavničkou. Čipera se osobně zasazoval o propagaci letecké dopravy, dbal o image firmy, kontroloval obchody Baťa, psal novinové články. Výrazně podporoval kulturu a vzdělání ve Zlíně, když pomáhal zavádět společenskou výchovu v Baťově škole mladých mužů, osobně vedl pohovory se studenty, přednášel jim o ekonomii, organizaci a řízení firmy, spoluzakládal Zlínskou školu umění, výstavu mladých umělců Zlínský salón či filmový festival Filmové žně. Na radu architektů Karfíka a Gahury pozval do Zlína slavného architekta Le Corbusiera.

### Komunální politika
Čipera se již od nástupu k firmě zajímal o veřejnou správu. Ve zlínském městském zastupitelstvu pomáhal se správou financí již od roku 1923. Po tragické smrti Tomáše Bati byl v srpnu 1932 zvolen starostou Zlína, od roku 1938 starostou Velkého Zlína. Funkci vykonával do září 1944, kdy byl na základě vládního nařízení ustaven úřednický starosta Jaroslav Gela. Při osvobození Zlína, 2. května 1945 opět vystupoval jako starosta. Již od počátku svého působení ve funkci starosty hovořil o potřebě spolupráce obcí v regionu, jehož hlavním centrem se má stát Zlín. V roce 1935 byl ustanoven nový politický okres Zlín, na jaře 1938 bylo ke Zlínu přičleněno pět okolních obcí, čímž vzniká tzv. Velký Zlín. Za Čiperova starostování je otevřeno reálné gymnázium nebo Studijní ústav.

### Celostátní politika
K prvnímu prosinci 1938 jej prezident Emil Hácha jmenoval ministrem veřejných prací v Beranově vládě. Stal se druhým z nejvyšších představitelů koncernu Baťa, který vykonával funkci ministra. Předtím to byl od září do prosince 1938 Hugo Vavrečka (ministr bez portfeje). Zpráva o jeho jmenování ministrem byla zveřejněna v týž den jako zpráva o dostavbě zlínského mrakodrapu – správní budovy fy Baťa. Čipera ministerskou funkci vykonával posléze až do 19. ledna 1942 i ve Druhé vládě Rudolfa Berana a ve Eliášově vládě.
Čipera se snažil svou funkci odpolitizovat a organizačně zprůhlednit. Ihned na ministerstvu zavedl „baťovské metody práce“, systematičnost a přehlednost. Ve výstavbě nové komunikační sítě se snažil především o okamžité vybudování dálničního spojení ve směru západ-východ, kterou chtěl veřejnosti předat již v roce 1943. Tato stavba byla rozdělena do dvou úseků (Chodov u Prahy – Jihlava a Zástřizly – slovenská hranice) a práce na ní započaly téměř okamžitě po jejím schválení v lednu 1939. Vedle dálniční sítě ministerstvo pod Čiperovým vedením investovalo stovky milionů do oprav okresních silnic, splavnilo úseky Labe v trati Mělník – Kolín a střední Vltavu v trati Praha – Kamýk, zbudovalo přehrady na Vltavě u Štěchovic (Vodní nádrž Štěchovice) a na Svratce (Brněnská přehrada). Prosadil také zrušení daně z vodní síly.
Po nástupu zastupujícího říšského protektora Reinharda Heydricha a zatčení premiéra Aloise Eliáše 27. září 1941 se prezident Emil Hácha obrátil na vládu, která měla přijmout novou linii pro jednání protektorátních orgánů s novým protektorem. Vzhledem ke skutečnostem, které předcházely zasedání vlády, hlasovala vláda také o tom, zda podá demisi. Pro odstoupení se vyjádřili Jaroslav Kratochvíl, Mikuláš z Bubna-Litic, Vladislav Klumpar, Josef Kalfus, proti demisi byli Jaroslav Krejčí, Josef Ježek, Jan Kapras a Jindřich Kamenický, Čipera se po delším váhání rozhodl vzdát hlasování. Dobře si uvědomoval, že odstoupením vlády dojde pouze k vyklizení pozic pro kolaboranty, ačkoliv by demise vlády byla určitým symbolickým gestem. Eliášova vláda pak působila až do ledna 1942, kdy byla vystřídána novou – Krejčího vládou.

### Poválečné osudy
Ihned po válce se ve Zlíně změnily poměry. Z pozice starosty byl Čipera sesazen 12. května 1945, pravomocí v závodě zbaven o den později, komunisty obviněn z kolaborace s nacisty. a na dva měsíce zatčen (16. 6. – 18. 8. 1945). Věznění mu podlomilo zdraví, proto po svém propuštění odjel do lázní Poděbrady. Zaměstnancem znárodněných závodů zůstává do 27. března 1946, kdy byl propuštěn. Národním soudem byl 2. května 1947 zproštěn obvinění z kolaborace, neboť mu výrazně pomohla jeho podpora odboje, Slovenského národního povstání a partyzánského hnutí. Po soudním líčení se Čipera odstěhoval do Prahy a na jaře 1948 po únorovém převratu emigroval přes Mnichov do Londýna a poté do Kanady, kde spolupracoval s Tomášem Baťou mladším na rozvoji firmy Baťa Shoe.. V prosinci 1948 byl společně s dalšími bývalými řediteli bývalého koncernu Baťa postaven před nový již zmanipulovaný soud a 22. prosince 1948 odsouzen k trestu odnětí svobody v délce trvání patnácti let a ztrátě veškerého majetku (svou vilu však stihl včas věnovat Baťově podpůrnému fondu s nabídkou využití pro zřízení dětského domova). Výkon trestu nenastoupil, neboť se již v té době zdržoval mimo území Československa.
Dne 3. září 1963 zemřel ve svých 70 letech v kanadském exilu muž, kterého pamětník Stanislav Křeček charakterizoval slovy: „Určil, schválil, stanovil, rozhodl, podepsal – pan Čipera. Konec a tečka. Dalších diskuzí netřeba, zbývá jen vykonat, zařídit, uskutečnit. Autorita, moc, záštita, důvěra?“

### Rehabilitace
Vrchní soud v Praze rozsudkem z 6. května 1993 zkonstatoval, že Mimořádný lidový soud v Uherském Hradišti rozsudkem ze dne 22. prosince 1948 porušil zákon a rozsudek zrušil. V listopadu 1998 vydalo Ministerstvo obrany České republiky osvědčení o Čiperově účasti v národním boji za osvobození.

### Periodika
- Acta Musealia: Muzea jihovýchodní Moravy ve Zlíně. 2005, roč. V, č. 1–2. ISSN 0862-8548.
- Zlínsko od minulosti k současnosti. 1998, sv. 15.

### Příspěvky ve sbornících
- HORÁKOVÁ, Monika. Dominik Čipera - spolupracovník Tomáše Bati. In: TOMAŠTÍK, Marek. Tomáš Baťa: Doba a společnost. Brno: Viribus Unitis, 2007. ISBN 978-80-903948-0-3. S. 97–118.